# Non pensarci - La serie
Non pensarci - La serie è una serie televisiva italiana, prodotta nel 2009 e trasmessa da Fox.
La serie, diretta e scritta da Gianni Zanasi insieme a Lucio Pellegrini, vede protagonisti Valerio Mastandrea, Giuseppe Battiston ed Anita Caprioli, ed è ispirata all'omonimo film Non pensarci del 2007.
Il primo episodio della serie è stato trasmesso in anteprima sul portale MSN e sul sito del canale televisivo Fox il 15 maggio 2009.

## Trama
Stefano Nardini è un musicista fallito, che ormai sulla soglia dei quaranta anni, continua ad inseguire il sogno di diventare un cantante rock, suonando in locali per ventenni a Roma. Quando però riceve la telefonata che lo informa che suo padre Walter ha avuto un infarto, l'uomo decide di abbandonarsi tutto alle spalle, compresa la fidanzata traditrice, e ritornare a Rimini dove è nato e cresciuto.
Ad attenderlo però c'è una situazione ben diversa da quella che ricordava. La sua famiglia, un tempo ricchi imprenditori nel settore delle ciliegie, è sull'orlo del fallimento. L'anziano Walter, completamente estraniato dalla realtà, sembra interessarsi soltanto al golf, e la guida dell'azienda è passata in mano ad Alberto, primogenito della famiglia Nardini e fratello maggiore di Stefano. Nonostante l'impegno e la devozione profusa, Alberto non è in grado di affrontare la bancarotta imminente, gli operai inferociti, la moglie isterica ed i due figli che non lo considerano neppure. Silvana, madre di Stefano e moglie di Walter è costantemente depressa e si affida agli psicofarmaci, alle cure non convenzionali di un santone e persino alle sedute spiritiche, che tiene insieme all'amica, la parrucchiera Marta. Michela, terzogenita di casa Nardini, invece è completamente disinteressata agli affari di famiglia, e concentra completamente le proprie energie nelle cause sociali.
Di fronte ad una situazione così complessa, Stefano deciderà di restare al fianco dei propri cari, nel tentativo di aiutarli e di tentare di risollevare le sorti dell'azienda.

## Episodi
| Stagione       | Episodi | Prima TV |
| -------------- | ------- | -------- |
| Prima stagione | 13      | 2009     |